# Paul Gautsch von Frankenthurn
Paul Gautsch Freiherr von Frankenthurn (* 26. Februar 1851 in Döbling, Kaisertum Österreich; † 20. April 1918 in Wien, Österreich-Ungarn) war österreichischer Politiker und mehrmaliger k.k. Ministerpräsident.

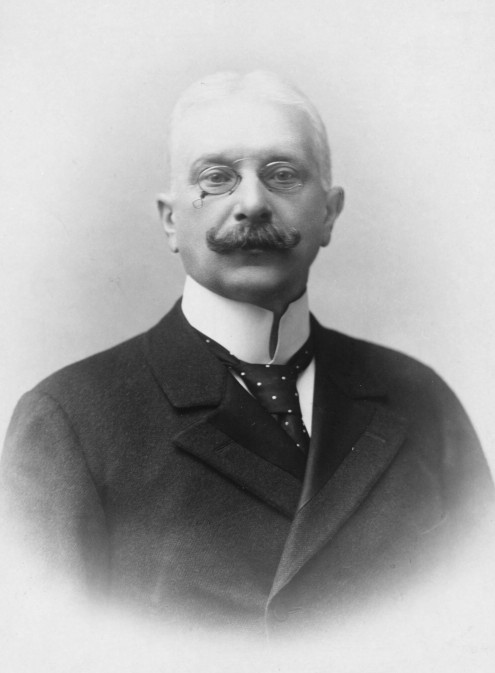
Paul Gautsch von Frankenthurn

## Leben
Paul Gautsch war Sohn eines Polizeikommissars und besuchte das Wiener Elitegymnasium Theresianum. Nach dem Studium der Rechtswissenschaft an der Universität Wien, das er sub auspiciis imperatoris abschloss, begann Gautsch 1874 als Staatsbeamter im Unterrichtsministerium zu arbeiten.
1881 wurde er zum Direktor des Theresianums ernannt. 1885 wurde er von Kaiser Franz Joseph I. im Ministerium Taaffe II, der Regierung von Eduard Taaffe, zum Minister für Cultus und Unterricht ernannt. In dieser Funktion blieb er bis zum Sturz Taaffes im November 1893.
Er war 1882 Mitunterzeichner des Marburger Programms von Franz von Liszt. 1890 wurde Gautsch in den Freiherrenstand erhoben und vom Kaiser in der von Kasimir Felix Badeni geleiteten Regierung, dem Ministerium Badeni, 1895 bis 1897 zum zweiten Mal zum Unterrichtsminister bestellt. Seit 1895 war er Mitglied des Herrenhauses, des Oberhauses des österreichischen Reichsrats. Er galt politisch als Vertreter der katholischen Restauration und als Gegner des Deutschnationalismus.

## Ministerpräsident
Gautsch amtierte dreimal für kurze Zeit als Ministerpräsident von Übergangsregierungen: vom 30. November 1897 bis zum 5. März 1898 (Ministerium Gautsch I), vom 1. Jänner 1905 bis zum 1. Mai 1906 (Ministerium Gautsch II) und noch einmal vom 28. Juni bis zum 3. November 1911 (Ministerium Gautsch III). In seiner ersten Amtsperiode fungierte er auch als Innenminister.
Seine erste Amtszeit in einem reinen Beamtenministerium war geprägt durch die tiefe innenpolitische Krise, die die Badenische Sprachenverordnung ausgelöst hatte. Der Reichsrat war bei seiner Ernennung am 30. November 1897 wegen des politischen Streits zwischen Deutschen und Slawen Cisleithaniens (noch auf Vorschlag Badenis) vom Kaiser seit drei Tagen vertagt und wurde auf seinen Vorschlag erst für 21. März 1898 wieder einberufen.
In der Zwischenzeit regierte Gautsch mithilfe des Kaisers durch Kaiserliche Verordnungen, vom Monarchen und der gesamten Regierung unterzeichneten Notverordnungen mit Gesetzeskraft. Sie waren vom Parlament nach seinem Wiederzusammentritt zu bestätigen. Wurde diese Bestätigung nicht erteilt, trat die Verordnung außer Kraft.
Wegen Protesten in Prag gegen die Enthebung Badenis verhängte Gautsch dort den Ausnahmezustand. Er scheiterte mit dem Versuch, eine pragmatische Lösung des Konflikts durch Lockerung der Verordnung zu finden. Sein Vorschlag, jeder Beamte im Böhmen und Mähren müsse die im Dienst notwendigen Sprachen beherrschen, ließ zu viele Interpretationen offen.
Unter der übernächsten Regierung Ministerpräsident Clary-Aldringens wurden die Sprachverordnungen schließlich aufgehoben, der Konflikt zwischen Deutschen und Tschechen aber bis 1918 nicht mehr gelöst.
Gautsch übernahm nach seiner Demission 1899 bis 1904 die Leitung des Obersten Rechnungshofs und wurde 1905 von Franz Joseph I. neuerlich zum k.k. Ministerpräsidenten ernannt. Auch diesmal währte seine Amtszeit nicht lang: Weil sein Projekt einer Wahlrechtsreform auf den Widerstand der bürgerlichen und konservativen Parlamentsmehrheit stieß, trat er im Frühjahr 1906 zurück. Auch diesmal war es erst ein Nachfolger, Max Wladimir von Beck, der im Sommer 1906 Gautschs Reformvorschläge umsetzen konnte. Anschließend amtierte Gautsch wieder als Präsident des Rechnungshofes.
Zum dritten Mal wurde Gautsch am 28. Juni 1911 zum k.k. Ministerpräsidenten berufen, wiederum in einer innenpolitisch angespannten Situation. Sein Vorgänger Richard von Bienerth-Schmerling hatte im Parlament keine regierungsfähige Mehrheit gefunden, vor allem aufgrund der Differenzen zwischen deutschen und tschechischen Abgeordneten. Nach der Teuerungsrevolte, ausgelöst auch durch Missernten und erhöhte Lebensmittelpreise, gab Gautsch am 3. November 1911 auf.
Gautsch wirkte nach 1911 politisch noch weiter als Herrenhausmitglied, in verschiedenen Delegationen, als Vertrauensmann des Kaisers. Er starb im Frühjahr 1918, ein halbes Jahr vor dem Auseinanderfallen der Monarchie.
Gautsch war Namenspatron des Passagierschiffs Baron Gautsch des Österreichischen Lloyds, das im August 1914 auf ein Minenfeld lief. Die Katastrophe kostete 147 Menschen das Leben.